# Cucullia tosca
Cucullia tosca là một loài bướm đêm trong họ Noctuidae.